# Campeonato Europeo de Derny
El Campeonato de Europa de Derny es el campeonato de Europa de ciclismo detrás derny organizado anualmente por la Unión Europea de Ciclismo.
Se vienen disputando desde el 1962 y Peter Post es el ciclista con más victorias con 8.

## Palmarés
| Evento | Oro                | Plata                | Bronce                  |
| ------ | ------------------ | -------------------- | ----------------------- |
| 1962   | Peter Post         | Klaus Bugdahl        | Rik Van Looy            |
| 1963   | Peter Post         | Rik Van Steenbergen  | Palle Lykke             |
| 1964   | Peter Post         | Rik Van Steenbergen  | Palle Lykke             |
| 1965   | Peter Post         | Theo Verschueren     | Guillaume Van Tongerloo |
| 1966   | Peter Post         | Leo Proost           | Jaap Oudkerk            |
| 1967   | Peter Post         | Palle Lykke          | Wolfgang Schulze        |
| 1968   | Theo Verschueren   | Leo Proost           | Peter Post              |
| 1969   | Peter Post         | Theo Verschueren     | Leo Proost              |
| 1970   | Peter Post         | Theo Verschueren     | Romain De Loof          |
| 1971   | Theo Verschueren   | Leo Duyndam          | Alain Van Lancker       |
| 1972   | Theo Verschueren   | Graeme Gilmore       | Hans Junkermann         |
| 1973   | Theo Verschueren   | Cees Stam            | Ferdinand Bracke        |
| 1974   | Theo Verschueren   | René Pijnen          | Graeme Gilmore          |
| 1975   | Günter Haritz      | Graeme Gilmore       | Cees Stam               |
| 1976   | Ole Ritter         | Dieter Kemper        | Cees Stam               |
| 1977   | Patrick Sercu      | Dieter Kemper        | Ole Ritter              |
| 1978   | René Pijnen        | Patrick Sercu        | Martin Venix            |
| 1979   | Dietrich Thurau    | René Pijnen          | Roman Hermann           |
| 1980   | Dietrich Thurau    | Patrick Sercu        | Martin Venix            |
| 1981   | Gerrie Knetemann   | Joop Zoetemelk       | Bert Oosterbosch        |
| 1982   | Gerrie Knetemann   | Gert Frank           | René Pijnen             |
| 1984   | Gert Frank         | Hans Känel           | Constant Tourné         |
| 1985   | Danny Clark        | Constant Tourné      | René Pijnen             |
| 1986   | Danny Clark        | Constant Tourné      | Anthony Doyle           |
| 1987   | Constant Tourné    | Danny Clark          | Uwe Bolten              |
| 1988   | Constant Tourné    | Laurent Biondi       | Roman Hermann           |
| 1989   | Luc Colijn         | Danny Clark          | Ad Wijnands             |
| 1990   | Danny Clark        | Constant Tourné      | Roland Günther          |
| 1991   | Constant Tourné    | Laurent Biondi       | Luc Colijn              |
| 2000   | Jimmi Madsen       | Stefan Steinweg      | Matthew Gilmore         |
| 2001   | Matthew Gilmore    | Robert Slippens      | Jimmi Madsen            |
| 2002   | Matthew Gilmore    | Franz Stocher        | Gerd Dörich             |
| 2003   | Bradley Wiggins    | Steven De Neef       | Robert Slippens         |
| 2005   | Aleksei Schmidt    | Konstantin Ponomarev | Christian Grasmann      |
| 2006   | Iljo Keisse        | Matthé Pronk         | Stefan Loeffler         |
| 2007   | Matthé Pronk       | Iljo Keisse          | Jos Pronk               |
| 2008   | Matthé Pronk       | Aleksei Màrkov       | Michael Mørkøv          |
| 2009   | Kenny De Ketele    | Matthé Pronk         | Roger Kluge             |
| 2011   | Peter Schep        | Jeff Vermeulen       | Manuel Cazzaro          |
| 2012   | Davide Vigano      | Jesper Mørkøv        | Peter Schep             |
| 2013   | Elia Viviani       | Theo Reinhardt       | Marco Coledan           |
| 2014   | Jesper Mørkøv      | Achim Burkart        | Andreas Graf            |
| 2015   | Kenny De Ketele    | Davide Vigano        | Jesper Asselman         |
| 2016   | Casper von Folsach | Jesper Asselman      | Andreas Graf            |
| 2017   | Achim Burkart      | Christoph Schweizer  | Riccardo Minali         |
| 2018   | Nick van der Lijke | Maikel Zijlaard      | Achim Burkart           |
| 2019   | Achim Burkart      | Yoeri Havik          | Marcel Franz            |